# Chiesa di Santa Croce (Spilimbergo)
La chiesa di Santa Croce si trova a Baseglia nel comune di Spilimbergo, in provincia di Pordenone e diocesi di Concordia-Pordenone; fa parte della forania di Spilimbergo.

## Esterno
Sulla facciata esterna è dipinto un San Cristoforo, opera probabilmente di un seguace dell'Amalteo.

## Interno

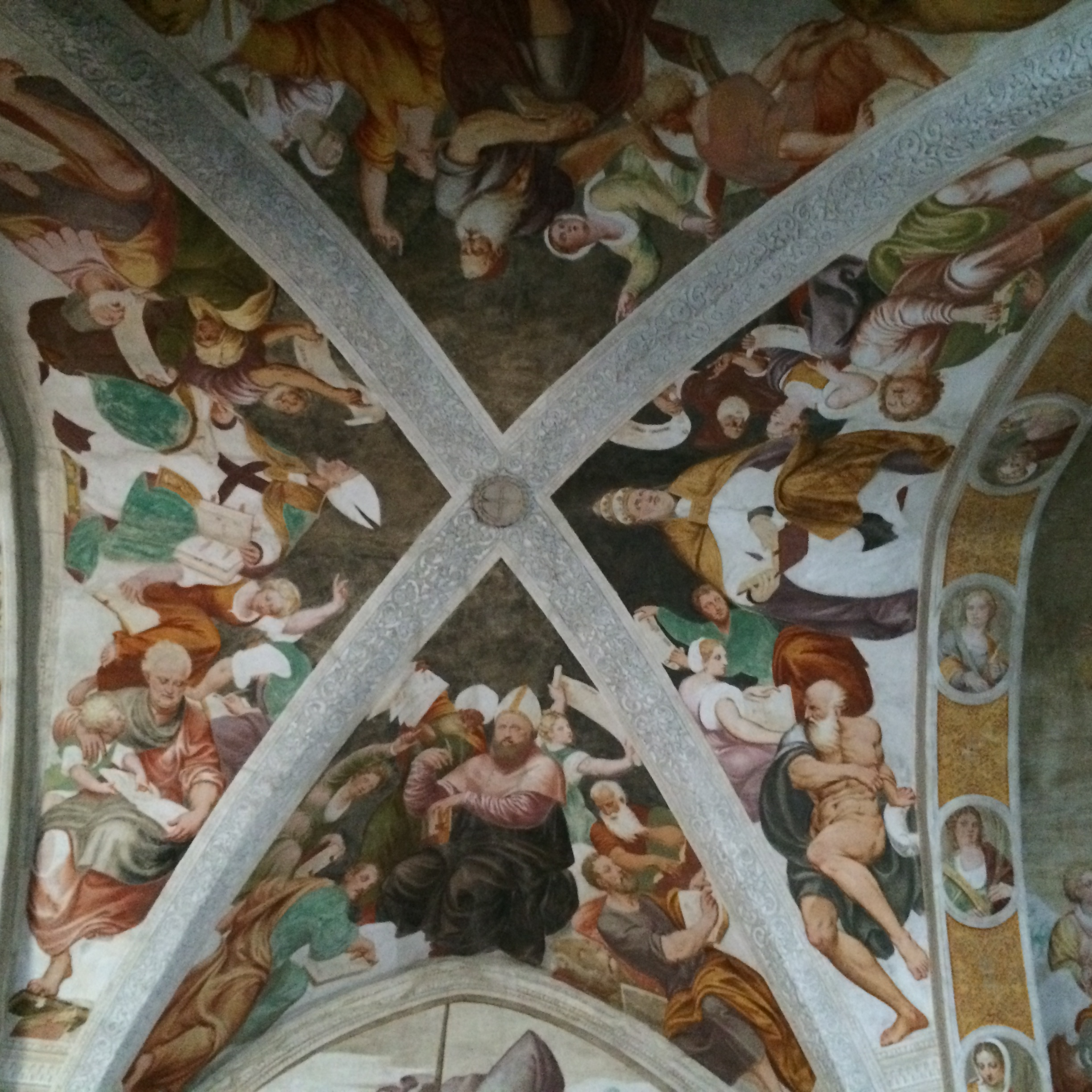
Pomponio Amalteo, Volta

La chiesa è celebre per il ciclo parietale del coro firmato da Pomponio Amalteo con le Storie della Croce.

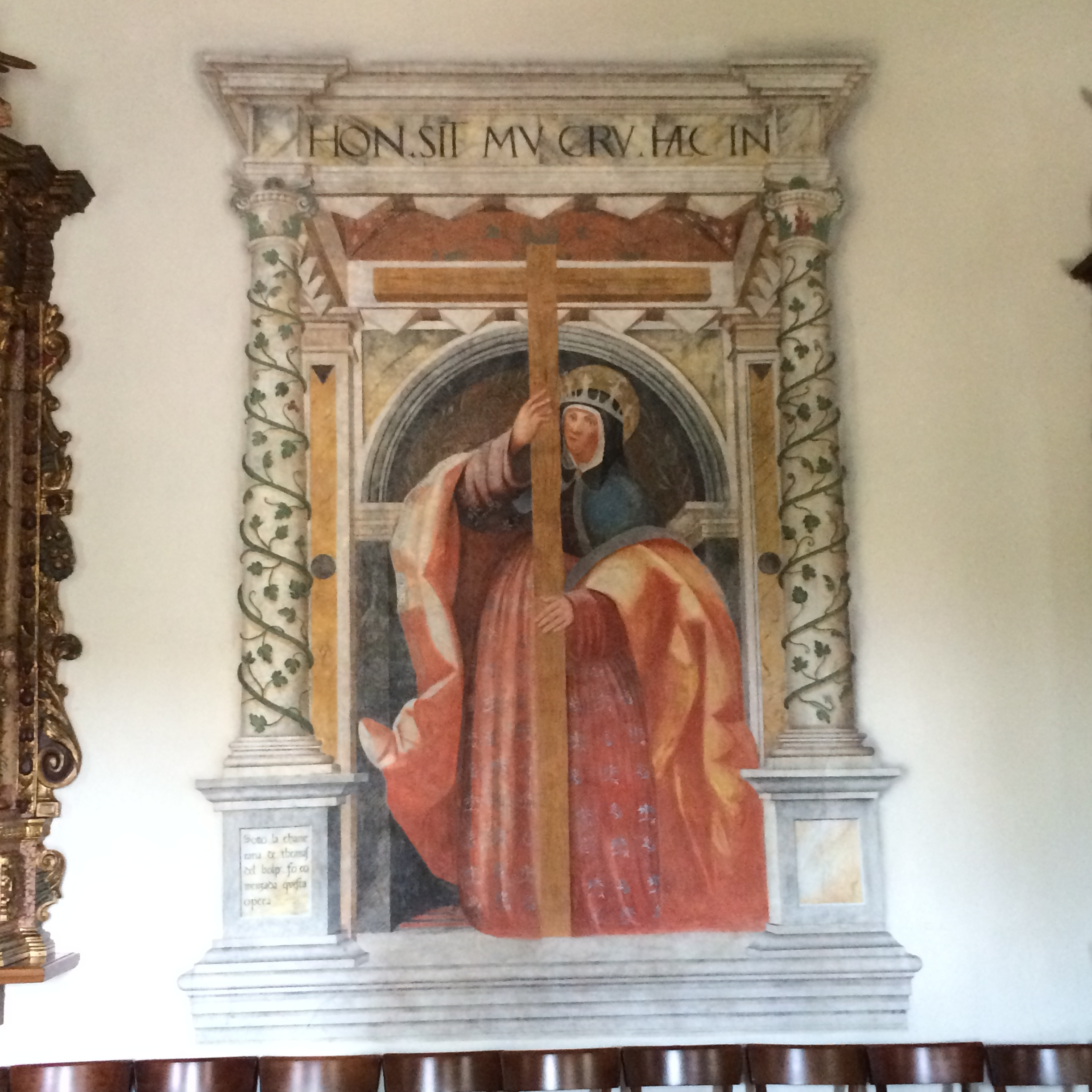
Sant'Elena e la Croce

Di rilievo inoltre una tela contenuta in un altare ligneo e raffigurante Cristo crocifisso, attribuita a Gaspare Narvesa. Interessante anche l'affresco che raffigura Sant'Elena con la Croce.